# Selenia quadrilunaria
Selenia quadrilunaria är en fjärilsart som beskrevs av Eugen Johann Christoph Esper 1801. Selenia quadrilunaria ingår i släktet Selenia och familjen mätare. Inga underarter finns listade i Catalogue of Life.